# Diocese de Caiena
A Diocese de Caiena (em latim: Dioecesis Caienensis) (edificada em 1651 como Prefeitura Apostólica da Guiana Francesa-Caiena) é uma diocese sufragânea da Arquidiocese de Fort-de-France. Foi elevada a o Vicariato Apostólico da Guiana Francesa-Caiena em 10 de janeiro de 1933 e para Diocese de Caiena em 29 de fevereiro de 1956.

## Ordinatários
- Giustino Fabre (1923 – 1924)
- Leone Delaval (1925 – 1932)
- Pierre-Marie Gourtay (1933 – 1944)
- Alfred Aimé Léon Marie (1945 – 1973)
- François-Marie Morvan (1973 – 1998)
- Louis Albert Joseph Roger Sankalé (1998 – 2004)
- Emmanuel Marie Philippe Louis Lafont (2004 – 2020)
- Alain Ransay (2021 – presente)